# اکومایو
اکومایو (به اسپانیایی: Acomayo) در پرو است که در اکومایو واقع شده‌است.

## خصوصیات
اکومایو ۳٬۲۰۷ متر بالاتر از سطح دریا واقع شده‌است.